# ملعب درايزام
ملعب درايزام (بالألمانية: Dreisamstadion)، اسمه السابق ملعب الغابة السوداء (بالألمانية: Schwarzwald-Stadion)، هو ملعب كرة قدم متعدد الأغراض يقع في فرايبورغ، بادن-فورتمبيرغ، ألمانيا. يُعتبر الملعب الرئيس لنادي فرايبورغ II ونادي فرايبورغ للنساء، كما كان سابقًا الملعب الرئيس لنادي فرايبورغ قبل أن ينتقل إلى ملعب أوروبا بارك في 2021، يتسع لـ24000 متفرج. افتُتح في 1954، وجُدِّد في 1970.

## وصلات خارجية
- Das Stadion auf der Website des SC Freiburg
- Website about the new stadium
- Stadionführer
- Sport-Club Freiburg
- Rolf Disch Solar Architecture